# Прохоров, Максим
 Максим Прохоров (3 февраля 1986, Хабаровск, РСФСР, СССР) — российский борец вольного стиля, а впоследствии азербайджанский борец вольного и греко-римского стиля.

## Спортивная карьера
С детства Максим увлекался футболом, но однажды в возрасте 16 лет, придя на тренировку по вольной борьбе к своему товарищу, он познакомился с тренером Александром Семенихиным, который, уговорил его записаться к нему в группу. Через некоторое время Семенихин, через братьев Расула и Сайгида Катиновасовых попросил пристроить своего воспитанника к опытному наставнику, и так он попал к заслуженному тренеру России Магомеду Дибирову в махачкалинскую ШВСМ. Под его руководством он становился вторым призёром международного турнира памяти Шамиля Умаханова в Хасавюрте. Перспективного борца пригласили в Азербайджан. В январе 2008 года он был приглашён на чемпионат Азербайджана, где стал вторым призёром. С 2008 года выступает за Азербайджан. В феврале 2008 года был претендентом на поездку на чемпионат Европы в Тампере, однако не прошёл отбор. В конце июня 2008 года принимал участие на Голден Гран-При в Баку. В мае 2009 года стал бронзовым призёром мемориала имени Али Алиева в Махачкале. В августе 2009 года в Польше стал бронзовым призёром турнира Циолковского. В июле 2010 года неудачно выступил на Голден Гран-При. В сборной Азербайджана по вольной борьбе ему было сложно выиграть конкуренцию у Али Исаева и Джамаладдина Магомедова, а в греко-римском стиле не было столь сильной конкуренции, вот Максим и решил переквалифицироваться в «классики». В конце января 2011 года в Стамбуле принимал участие на международный турнире по греко-римской борьбе, посвященный памяти Вехби Эмре. В начале апреля 2011 года принимал участие на чемпионате Европы в Дортмунде, где сначала одолел чеха Марека Швеца, а в 1/8 финала уступил немцу Нико Шмидту. В сентябре 2011 года был в списке участников чемпионата мира в Стамбуле, однако была произведена его замена. В апреле 2012 года в Софии принимал участие в отборе на Олимпиаду в Лондон, но лицензию не завоевал. В середине декабря 2012 года Прохоров стал победителем чемпионата Азербайджана по греко-римскому стилю в Баку. В начале феврале 2013 года принимал участие на международном турнире по греко-римской борьбе памяти Вехби Эмре

## Личная жизнь
Прохоров родился и вырос в Хабаровске. Его отец, уроженец Чародинского района Дагестана, погиб в автокатастрофе, и мать Максима, чью фамилию он носит, воспитывала его одна. Занимаясь борьбой в Дагестане, он нашел своих многочисленных родственников — дядь и тёть, двоюродных братьев и сестер.

## Спортивные результаты
- Чемпионат Азербайджана по борьбе 2008 — ;
- Чемпионат Европы по борьбе 2011 — 11;
- Чемпионат Азербайджана по борьбе 2011 — ;
- Чемпионат Азербайджана по борьбе 2012 — ;